# L'Âge des étoiles
L'Âge des étoiles (titre original : Time for the stars) est un roman de Robert A. Heinlein publié en 1956.
En hommage ce nom a été donné à une collection de romans de science-fiction : L'Âge des étoiles.

## Synopsis
Dans un futur proche, Thomas Barlett et son jumeau Patrick Barlett vivent pauvrement au sein d'une famille nombreuse. Élèves brillants, ils sont contactés par l'Institut de Recherches Prospectives, une fondation à but non lucratif dont les seuls objectifs sont les recherches coûteuses non poursuivies par les pouvoirs publics. Contre une forte somme d'argent, ils acceptent de subir plusieurs séries de tests. Le but : prouver la télépathie chez les jumeaux et l'exploiter à des fins scientifiques.
La télépathie s'affranchissant de la limite physique qu'est la vitesse de la lumière, et des distances, elle se révèle d'un grand intérêt pour l'exploration spatiale.
Tom et Pat sont ainsi sélectionnés, avec d'autres couples de jumeaux, pour intégrer un projet d'exploration des étoiles proches du Soleil. Jusque-là, aucun vaisseau ne pouvait communiquer en direct avec la Terre par radio, au-delà d'une certaine distance. Le caractère instantané de la télépathie lève cette limite. L'un doit alors partir à bord d'un vaisseau, servant d'émetteur, et l'autre doit rester sur la Terre, comme récepteur, pour garantir la bonne communication entre la Terre et le vaisseau.